# 난바센니치마에
난바센니치마에(일본어: 難波千日前)는 일본 오사카시 주오구의 지명이다. 2005년 10월 1일 기준으로 인구는 536명이다.

## 지리
난바센니치마에는 오사카 시 주오 구 북동부에 있어서 난카이 난바 역 (난바 5초메), 오사카 난바 역 (난바 4초메), 긴테스 닛폰바시 역 (닛폰바시 1초메)에 둘러싸인 난바 그랜드 가게쓰 주변의 지명이다. 북서로는 난바, 북쪽으로는 센니치마에, 동쪽으로는 닛폰바시, 남쪽으로는 나니와구 난바나카와 접한다.